# Pastel de massa tenra
Os pasteis-de-massa-tenra (equivalentes às empanadas da América do Sul) são uma iguaria típica de Portugal.
A massa é feita com farinha de trigo, água, sal, banha e azeite; amassa-se até formar uma bola e deixa-se repousar uma hora. Para o recheio, salteia-se cebola em óleo ou margarina, junta-se carne moída, sal, pimenta, alho, louro em pó e noz moscada e deixa-se fritar; acrescenta-se farinha desfeita em caldo de carne e deixa-se cozinhar até engrossar; finalmente, fora do lume, juntam-se gemas de ovos, sumo de limão e salsa picada. Estende-se a massa, fazendo rodelas pequenas, coloca-se recheio no meio e fecha-se o pastel, que se frita em óleo bem quente.